# Birnie Kirk

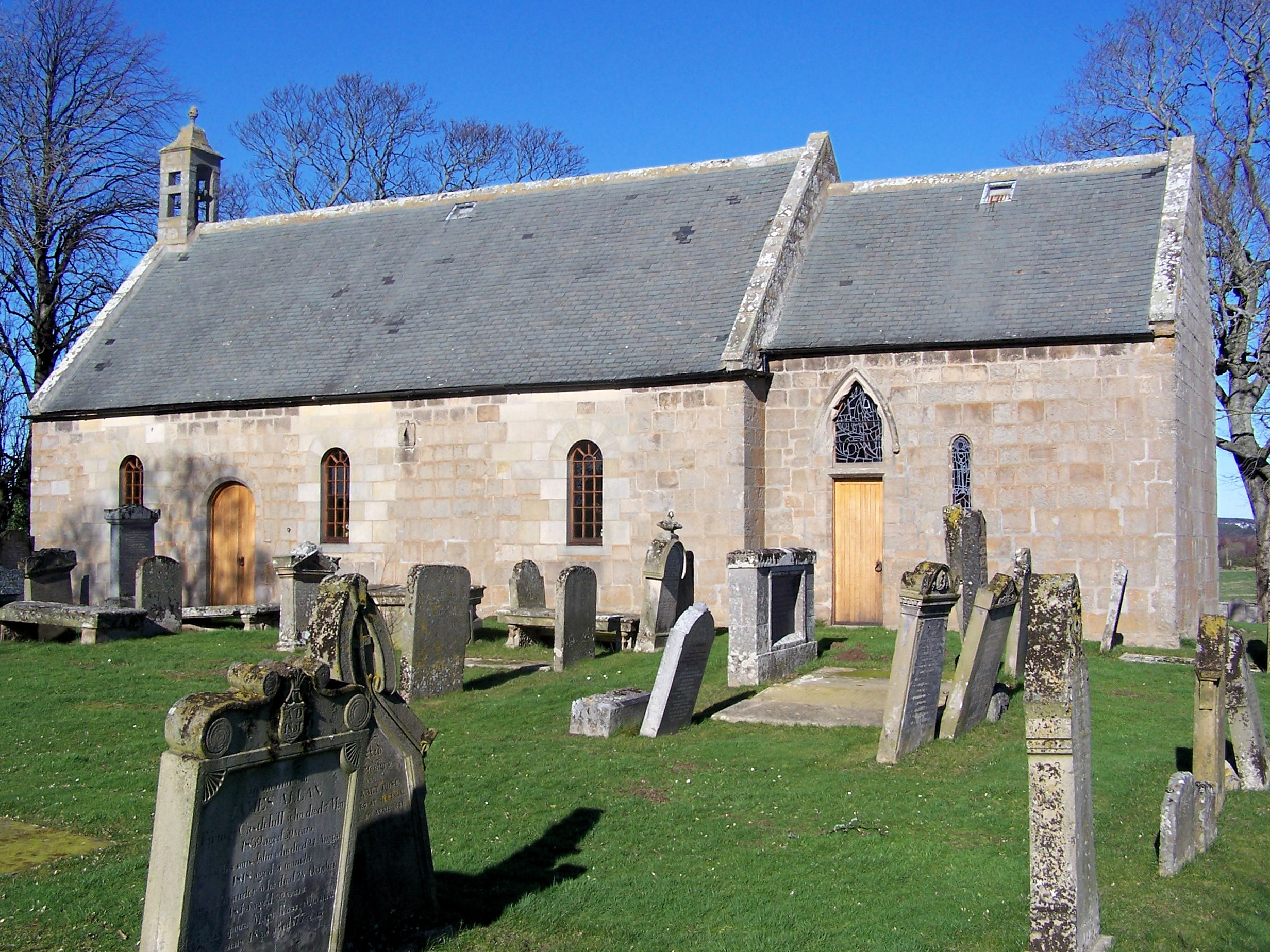
Birnie Kirk

Die Birnie Kirk, ehemals St Brendon’s Church, ist ein Kirchengebäude der presbyterianischen Church of Scotland nahe der schottischen Kleinstadt Elgin in der Council Area Moray. 1971 wurde das Bauwerk in die schottischen Denkmallisten in der höchsten Denkmalkategorie A aufgenommen. Ihr Pfarrhaus ist separat als Kategorie-C-Bauwerk klassifiziert. Der umgebende Friedhof mit seinen Grabsteinen ist hingegen als Scheduled Monument geschützt.

## Geschichte
Zweifelhaft ist, ob es sich um einen frühchristlichen Standort in Schottland handelt. Einen Hinweis gibt die Widmung der Kirche an den Heiligen Brendan, einen irischen Missionar, der im 6. Jahrhundert wirkte. Archäologische Untersuchungen konnte jedoch keine Belege hierfür liefern. Es wird jedoch darauf hingewiesen, dass aktuelle Bauwerke frühchristliche Spuren überlagern könnten. Auf der anderen Seite findet sich auf dem Areal ein piktischer Symbolstein der Klasse 1, der auf eine heidnische Nutzung des Standorts hindeuten könnte.
Die Birnie Kirk wurde im Laufe des 12. Jahrhunderts errichtet. Vermutlich war sie der früheste Sitz der Bischöfe von Moray, eines heute nicht mehr existenten Bistums. Simon de Tosny, der im Jahre 1184 verstorbene vierte Bischof von Moray, liegt auf dem Friedhof der Birnie Kirk begraben. Mit dem Bau der Elgin Cathedral im Jahre 1224 endete sicher die mögliche Nutzung als Bischofssitz. Heute handelt es sich bei der Birnie Kirk um den ältesten, durchgängig genutzten Kirchenstandort der Region.
Im Laufe der Jahrhunderte wurde die Birnie Kirk zweifach signifikant überarbeitet. 1734 wurde unter anderem der Westgiebel neu aufgebaut, wobei auch das Langhaus verkürzt wurde. Mit der umfangreichen Überarbeitung im Jahre 1891 wurde der schottische Architekt Alexander Marshall Mackenzie betraut. Zuletzt wurden die Fenster an der Südfassade im Jahre 1975 überarbeitet.

## Beschreibung
Die Birnie Kirk steht isoliert im Tal des Lossie rund vier Kilometer südwestlich des Zentrums von Elgin. Die längliche Saalkirche ist schlicht romanisch ausgestaltet. An das 14,45 Meter lange und 7,40 Meter breite Langhaus schließt sich an der Ostseite der schmalere, 5,85 Meter lange Chor an. Das rundbogige Hauptportal befindet sich an der Südseite. Die drei Rundbogenfenster entlang der Fassade sind neueren Datums. Eine kleinere, zum Chor führende Türe ist mit mittelalterlichen Fenster umgeben, die im Laufe einer Überarbeitung an diese Stelle versetzt wurden. Die Nordfassade mit einem verschlossenen Spitzbogenportal ist mit Ausnahme eines Lanzettfensters am Chor fensterlos. Auf dem westlichen Giebel sitzt ein kleiner Dachreiter mit offenem Geläut. Das abschließende Satteldach ist mit Schiefer eingedeckt.

## Pfarrhaus

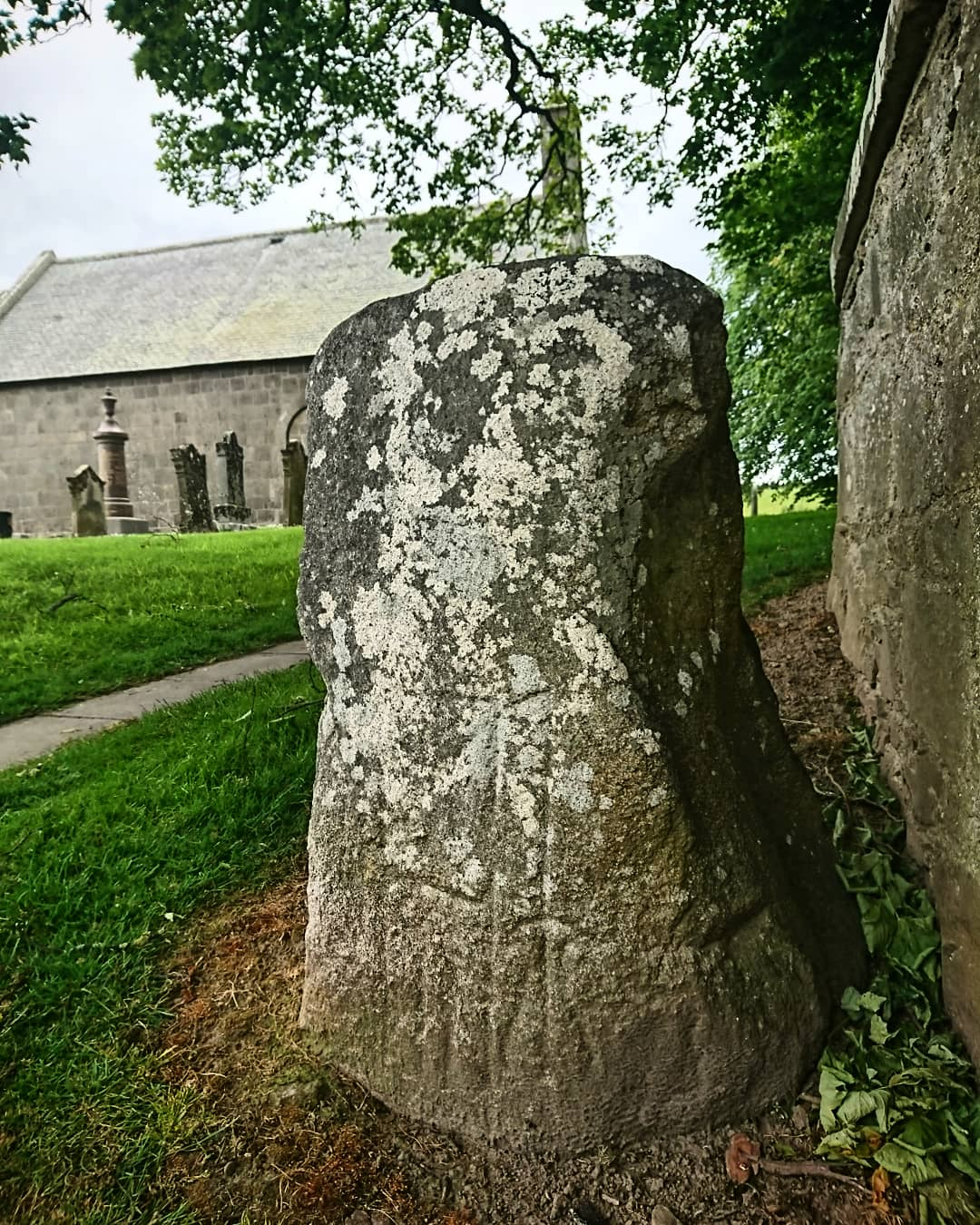
Symbolstein von Birnie

Zunächst als Kategorie-B-Bauwerk klassifiziert, wurde das Pfarrhaus mit der Stallung 1988 zum Kategorie-C-Denkmal herabgestuft. Das Haus stammt im Wesentlichen aus dem 19. Jahrhundert, ältere Fragmente sind jedoch in die Struktur integriert. Die ostexponierte Fassade des zweigeschossigen Gebäudes ist fünf Achsen weit. Sein Bruchsteinmauerwerk ist mit Harl verputzt und gekalkt, wobei Natursteineinfassungen abgesetzt sind. Es sind vier- beziehungsweise zwölfteilige Sprossenfenster eingesetzt. Das Dach ist schiefergedeckt.

## Friedhof
Der ursprüngliche Friedhof umfasst ein leicht elliptisches Areal mit einem Durchmesser von rund 50 Metern. Um eine Erweiterung zu ermöglichen, wurde die umfriedende Bruchsteinmauer an der Nordseite entfernt. Ein nahe der Kirche befindlicher piktischer Symbolstein der Class 1 besteht aus Granit. Der Stein ist 1,07 Meter hoch und jeweils 60 cm tief und weit. Er zeigt einen Z-Stab, einen Adler sowie eine rechteckige Struktur.